# Paralelo 85 S
O Paralelo 85 S é um paralelo no 85° grau a sul do plano equatorial terrestre. Atravessa a Antártida e algumas das suas plataformas de gelo.

## Dimensões
Conforme o sistema geodésico WGS 84, no nível de latitude 85° S, um grau de longitude equivale a 9,74 km; a extensão total do paralelo é portanto 3.505 km, cerca de 8,5% da extensão do Equador, da qual esse paralelo dista 9.444 km, distando 558 km do polo sul.

## Cruzamentos
Como todos paralelos ao sul do Paralelo 84 S, o paralelo 85 S passa totalmente sobre terras na Antártica.